# Soane Tonga'uiha

a Compétitions nationales et continentales officielles uniquement.

b Matchs officiels uniquement.
Dernière mise à jour le 26 juin 2023.
Soane Longopoa Tonga'uiha, né le 21 juin 1982 à Houma, est un joueur de rugby à XV tongien formé en Nouvelle-Zélande. Il compte 18 sélections en équipe des Tonga, évoluant au poste de pilier.
Il est le frère du centre Hudson Tonga'uiha, qui est lui aussi international tongien.

## Carrière

### En club
Il est issu de la filière des écoles de rugby néo-zélandaises jouant d'abord avec St Peter's College où il a fait ses études secondaires. Puis il joue avec Auckland en National Provincial Championship jusqu'en 2004 lorsqu'il rejoint les Bedford Blues au mois de novembre pour jouer dans le Championnat d'Angleterre de deuxième division. Il y reste deux saisons avant de s'engager avec les Northampton Saints.

### En équipe nationale
Tonga’uiha joue pour la Nouvelle-Zélande dans l'équipe des moins de 19 ans en 2001, remportant la Coupe du monde. En 2004, il obtient trois sélections avec l'équipe des Pacific Islanders de rugby à XV. Il connaît sa première sélection en équipe des Tonga le 12 novembre 2005 contre l'Italie. Puis il participe à la Coupe du monde de rugby à XV 2007 disputant les quatre matchs de poule. Il ne retrouve l'équipe tongienne qu'en 2011. Le 8 août, il est retenu par Isitolo Maka dans la liste des trente joueurs  qui disputent la coupe du monde de rugby à XV 2011.

## Palmarès
- Vainqueur du Challenge européen en 2009
- Vainqueur de la Coupe anglo-galloise en 2010
- Vainqueur du Championnat d'Angleterre de D2 en 2008
- Finaliste de la Coupe d'Europe en 2011

## Statistiques en équipe nationale
- 18 sélections en équipe des Tonga
- Sélections par année : 2 en 2005, 5 en 2007, 5 en 2011, 1 en 2012, 5 en 2015

En coupe du monde :
- 2007 : 4 sélections (États-Unis, Samoa, Afrique du Sud, Angleterre)
- 2011 : 4 sélections (Nouvelle-Zélande, Canada, Japon, France)
- 2015 : 3 matchs (Namibie, Argentine, Nouvelle-Zélande)